# Estación de Hericy
La estación de Hericy es una estación ferroviaria francesa, situada en la comuna homónima, en el departamento de Seine-et-Marne, al sudeste de la capital. Por ella transitan los trenes de la línea R del Transilien, marca comercial empleada por la SNCF para su red de trenes de cercanías en la región parisina.

## Historia
Se inauguró el 1 de junio de 1897 en el marco de la línea Corbeil-Essonnes - Montereau. Fue explotada principalmente por la Compañía des chemins de fer de Paris à Lyon et à la Méditerranée hasta que en 1938 pasó a manos de la SNCF.

## Descripción
Debido al escaso número de pasajeros que la utilizan el edificio para viajeros ha sido cerrado de tal manera que la estación se configura como un simple apeadero. Aun así dispone de reloj, de paneles informativos, de máquina expendedora de billetes y de un aparcamiento gratuito de 200 plazas.
Se compone de dos andenes laterales y de dos vías. Un paso subterráneo permite cruzar las vías.

## Servicios ferroviarios
Línea R del Transilien a razón de 1 tren por hora, ampliándose a 2 en hora punta.